# Anna von Lowzow
Anna Emilie von Lowzow (født komtesse Lerche-Lerchenborg 15. august 1961 i København) er en dansk journalist og filminstruktør ansat på Nordisk Film Production. Lowzow er datter af kammerherre, hofjægermester Christian Alfred Vincents lensgreve Lerche-Lerchenborg (født 1930) og lensgrevinde Inga f. Tholstrup (født 1936). Hun er gift med advokat, godsejer, hofjægermester og kammerherre Klavs von Lowzow.
Hun sidder i bestyrelsen for Egmont, Danmarks Bridgeforbund, Gammel Estrup - Herregårdsmuseet, Hotel Randers. Fra 2015 formand for Dansk Adelsforening.

## Filmografi
- En Kongelig Familie (2004)
- Karen Blixen – en fantastisk skæbne (2005)
- P.S. Krøyer – sikken fest (2008)
- De Kongelige Juveler  (2011)
- Man siger ikke nej til Asger (2014)
- Guld, Konge og Fædreland (2014)
- Knud Rasmussen - Den Store Fortryller (2016)
- Jørn Utzon - The man and The Architect (2018)